# Tena Lukas
Tena Lukas (10. svibnja 1995.), hrvatska je tenisačica

## Životopis
Rujna 2019. pobijedila je u završnici ITF-ovog turnira u Beču 441. tenisačicu svijeta, Rumunjku Miriam Blancu Bulgaru s 5:7, 6:4, 6:3), što je Lukas bio peti pojedinačni naslov na Futuresima, prvi nakon Antalyje 2017. godine.

## Vanjske poveznice
- Profil na stranici WTA Toura (engl.)